# Kawasaki Ki-48
Il Kawasaki Ki-48 (川崎 キ-48?, Kawasaki ki yonjūhachi) identificato anche come Bombardiere bimotore leggero Tipo 99 (九九式双発軽爆撃機?, Kyūjūkyū-shiki sōhatsu kei bakugekiki), nome in codice alleato Lily fu un bombardiere leggero bimotore prodotto dall'azienda giapponese Kawasaki Kokuki Kogyo, la divisione aeronautica della Kawasaki Heavy Industries, dalla fine degli anni trenta.
Utilizzato principalmente dal Dai-Nippon Teikoku Rikugun Kōkū Hombu, la componente aerea dell'esercito imperiale giapponese, durante la seconda guerra mondiale, alcuni esemplari catturati operarono anche dopo il termine del conflitto nelle aeronautiche militari della Cina nazionalista e popolare e dell'Indonesia.

## Storia del progetto

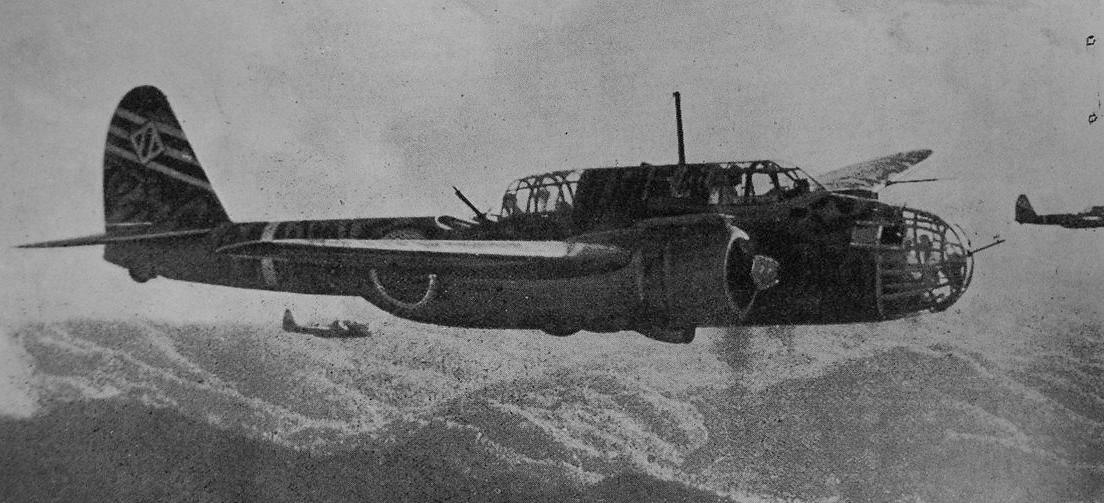

Dalla metà degli anni trenta 1937 le autorità militari dell'esercito imperiale ritennero di dover adeguare la propria flotta di velivoli da bombardamento con modelli più attuali in grado di esprimere prestazioni comparabili a quelli che equipaggiavano le aeronautiche militari straniere. In quest'ottica emisero una serie di specifiche per bombardieri medi, poi soddisfatte dal Mitsubishi Ki-21 nazionale e dai Fiat B.R.20 italiani, e da un nuovo bombardiere ad alte prestazioni, dalle caratteristiche simili ai sovietici Tupolev SB-2 con una velocità massima di 480 km/h a 3 000 m e tempo di salita a 5 000 m di quota di almeno 10 minuti.
La Kawasaki vantava esperienza nello sviluppo del caccia pesante bimotore Ki-45. Lo sviluppo del nuovo velivolo, il Ki-48, si svolse senza particolari problemi tecnici, risolti per la maggior parte nelle prime fasi, tuttavia le caratteristiche generali non risultarono del tutto soddisfacenti. Per riuscire a raggiungere buone velocità e maneggevolezza i progettisti lesinarono sulla corazzatura e limitarono il carico bellico massimo a soli 800 kg in bombe da caduta. Inoltre l'armamento difensivo era di tre sole mitragliatrici rendendolo molto vulnerabile. Tuttavia il Ki-48 nei combattimenti non riusciva a superare in velocità gli avversari. Per ovviarvi fu impiegato in teatri bellici più favorevoli come in Birmania, nel ruolo di bombardiere in picchiata.

## Tecnica
I Ki-48 erano velivoli di costruzione metallica e dall'impostazione, per l'epoca, moderna e caratterizzata dalle ampie superfici vetrate e dalla configurazione bimotore.
La fusoliera dalle ridotti dimensioni riusciva ad offrire spazio sufficiente per i quattro membri dell'equipaggio e presentava una parte anteriore più capiente, con muso vetrato a disposizione del puntatore-mitragliere e sviluppata verso l'alto dove si trovava la cabina di pilotaggio e la postazione difensiva dorsale, per rastremarsi in una più sottile trave di coda che terminava in un impennaggio convenzionale monoderiva. Una terza postazione difensiva era ventrale, posizionata dopo il vano bombe.
La configurazione alare era monoplana, con ala posizionata media a sbalzo e che integrava le gondole dei due motori sul bordo d'entrata.
Il carrello d'atterraggio era biciclo anteriore retrattile, con gli elementi anteriori che si ritraevano nelle gondole, e posteriormente un ruotino d'appoggio.
La propulsione era affidata ad una coppia di motori Nakajima Ha-115, radiali raffreddati ad aria che nella versione Type 1 erano di 1 130 CV (831 kW) ciascuno, inseriti in una cappottatura NACA e posizionati sul bordi d'attacco di ciascuna semiala ed abbinati ad eliche tripale.
Il carico bellico era di 800 kg di bombe aeronautiche da caduta, quello difensivo in tre mitragliatrici Type 89 brandeggiabili calibro 7,7 mm posizionate nel muso, in posizione dorsale e ventrale.

## Impiego operativo
Il Ki-48 fu velocemente avviato alla produzione in serie e consegnato ai reparti da bombardamento, sostituendo gradualmente il precedente Kawasaki Ki-32 utilizzato nelle prime fasi della Seconda guerra sino-giapponese. In seguito fu utilizzato nelle Filippine, Malesia britannica, Birmania, Nuova Guinea, Isole Salomone ed Indie Orientali Olandesi; le iniziali versioni Ki-48 Ia e Ib, lente e poco armate, furono integrate dalle successive Ki-48 IIa e IIc, leggermente migliorate, rimanendo in servizio fino al termine del conflitto.
Tutti i modelli rimasero in servizio fino alla battaglia di Okinawa, nell'aprile 1945, nella quale molti furono convertiti in kamikaze (Ki-48-II KAI Tai-Atari) equipaggiandoli con un'unica bomba da 800 kg.

## Utilizzatori
Cina
- Chung-Hua Min-Kuo K'ung-Chün

operò con esemplari catturati.
 Cina
- Zhongguo Renmin Jiefangjun Kongjun

operò con esemplari catturati come aerei da addestramento, l'ultimo dei quali venne ritirato nel 1952.
 Giappone
- Dai-Nippon Teikoku Rikugun Kōkū Hombu

 Indonesia
- Angkatan Udara Republik Indonesia

operò con un esemplare catturato contro i reparti del Koninklijk Nederlands Indisch Leger (KNIL), l'esercito coloniale dei Paesi Bassi nelle Indie orientali olandesi.